# Soukeník
Soukeník (německy Tuchmacher) je název historického povolání nebo činností, které se zabývaly výrobou sukna.

## Soukeník v minulosti
Označení soukeník se používá
- pro tkalce v minulosti specializované výlučně na výrobu jemně valchovaného a počesaného vlněného zboží[2]
- také pro všechny řemeslníky, kteří se podíleli (až ve 30 různých operacích) na výrobě sukna[3][4]

V českých zemích bylo soukenictví již ve 15. století tří- až čtyřletým výučním oborem. Sukno směl vyrábět jen vyučený soukeník organizovaný v cechu. Po zavedení tovární výroby sukna byli soukeníci v rostoucím počtu zaměstnáni jako námezdní dělníci, jen někteří specialisté se dále organizovali v ceších (ze kterých se zčásti stala výrobní družstva) a nebo pracovali v továrnách jako mistři. Soukenictví jako samostatná živnost se udrželo asi do poloviny 20. století. V tovární výrobě bylo sukno stále více nahrazováno jinými vlnařskými tkaninami a od konce 20. století není v České republice o výrobě sukna nic známo.
- pro podnikatele, kteří organizovali a financovali výrobu od nákupu surové vlny přes předení, tkaní a zušlechťování tkaniny (u drobných řemeslníků sdružených v ceších) až po prodej hotového sukna.

Např. ve Florencii se v roce 1338 zabývalo soukenictvím 300 obchodníků a 30 000 výrobců a v Nizozemí kolem roku 1400 až 50 000.
Po „průmyslové revoluci“ od konce 18. století založili pak mnozí podnikatelé továrny, ve kterých zaměstnávali bývalé samostatné řemeslníky. Např. v tehdejším Rakouském mocnářství musel soukeník-podnikatel k výrobě sukna nejdříve získat „tovární oprávnění“ („privilegium“). To dostal jen pokud měl potřebný kapitál a dostatečné odborné zkušeností („vyučený“ soukeník).
Ke známým vyučeným soukeníkům patřili např. litovelský Lorenz Lang v 16. století nebo krnovský Alois Larisch a liberecký Johann Liebieg v 19. století.

## Označení soukeník v 21. století
- Na začátku 21. století vzniklo v Humpolci občanské sdružení Poslední soukeník se záměrem uchovat zbytky provozního zařízení na výrobu sukna v muzeu, které má připomínat význam soukenictví v minulosti.[11]
- Příjmení Soukeník se v roce 2016 v České republice vyskytovalo 178krát a ve formě Soukeníková 167krát.[12][13]

## Galerie soukeníků

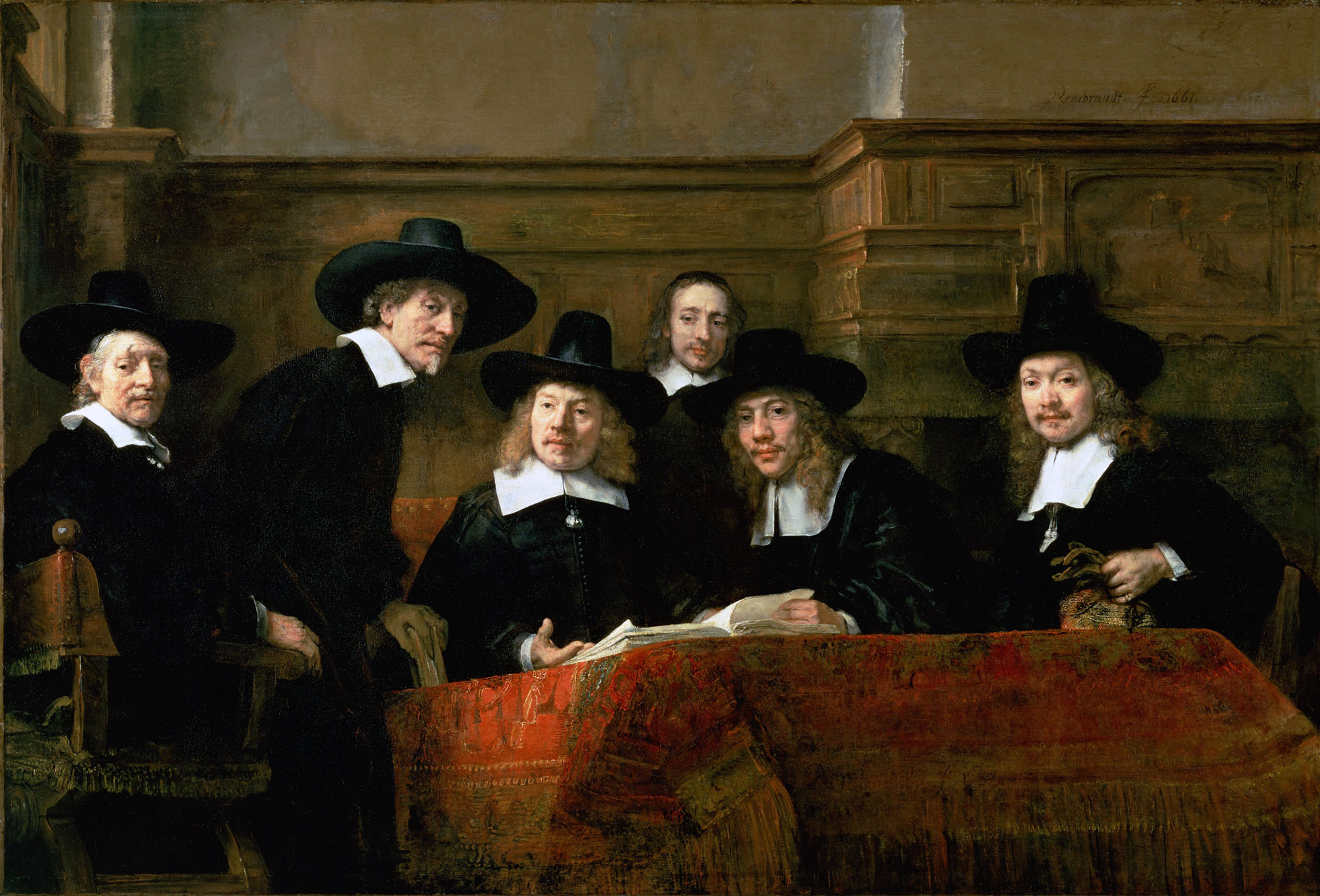
Představenstvo soukenického cechu (Rembrandt 1662)
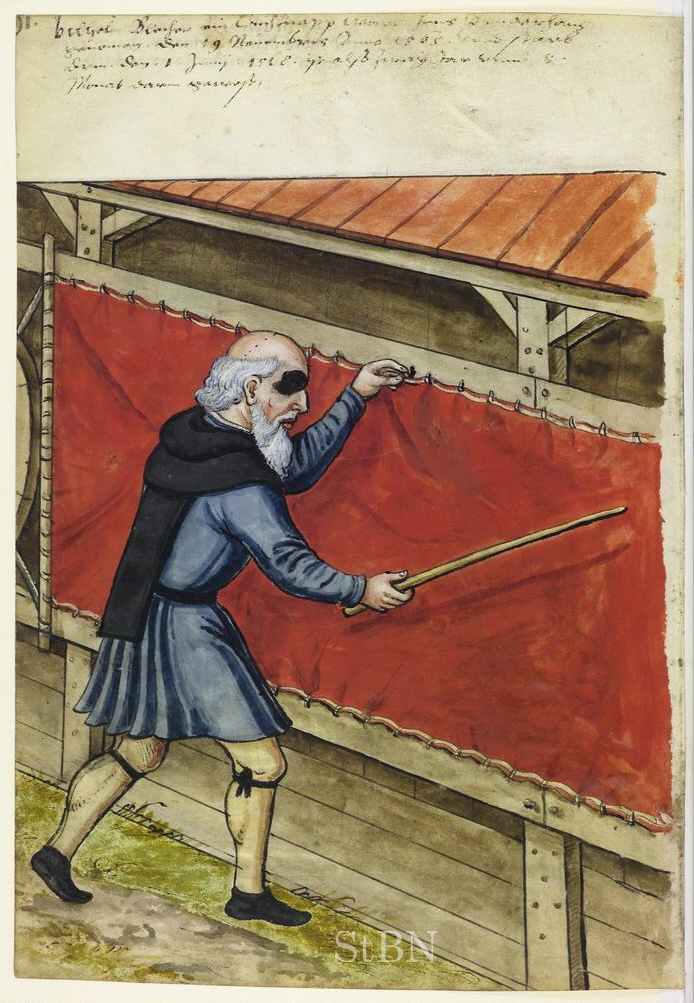
Natloukání/valchování sukna (kresba z roku 1568)
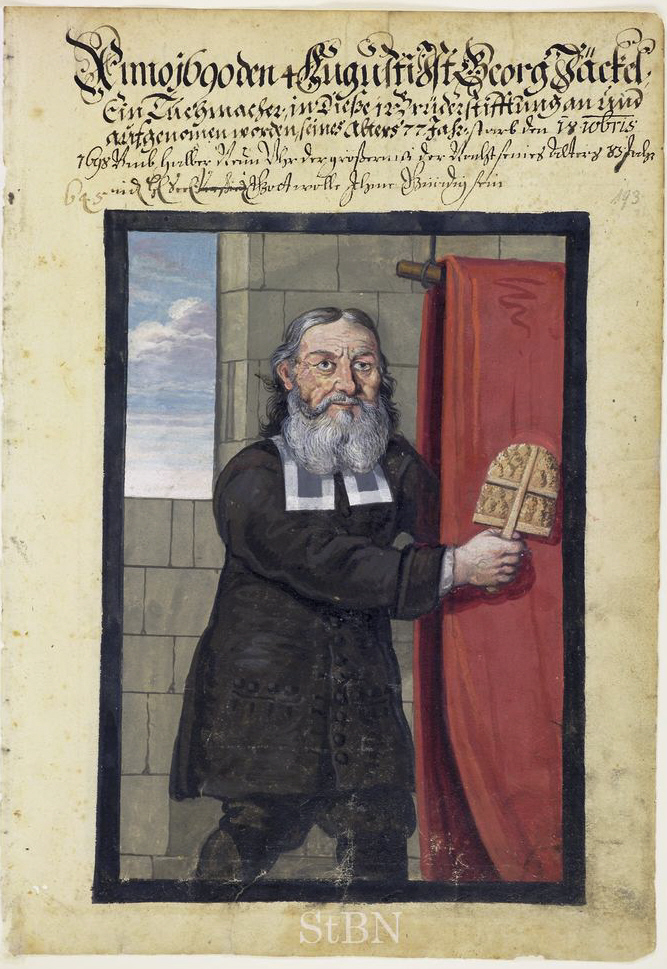
Počesávání sukna (kresba z roku 1690)
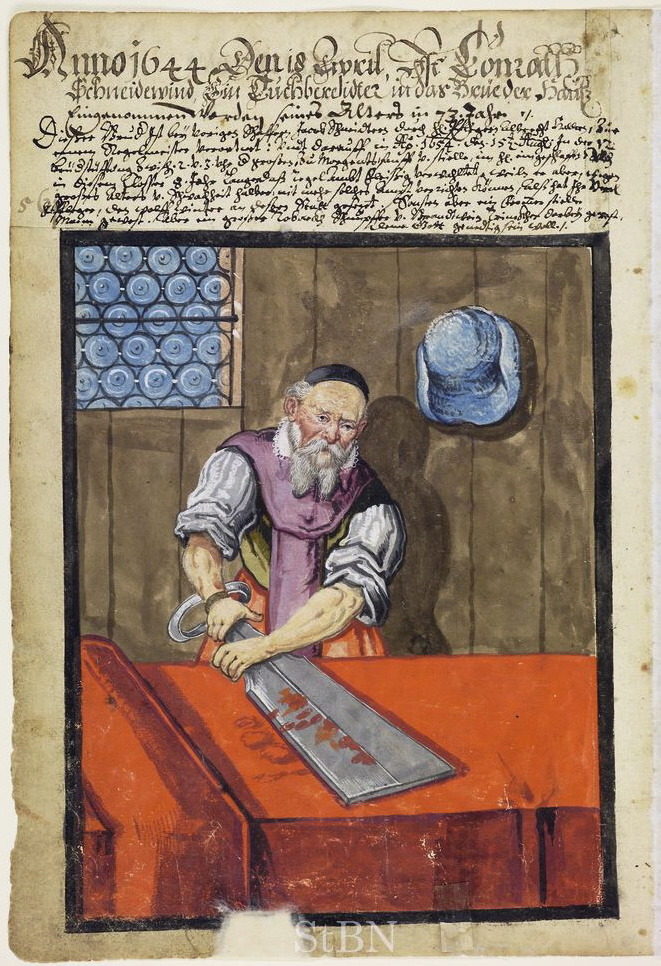
Postřihování sukna (kresba z roku 1644)
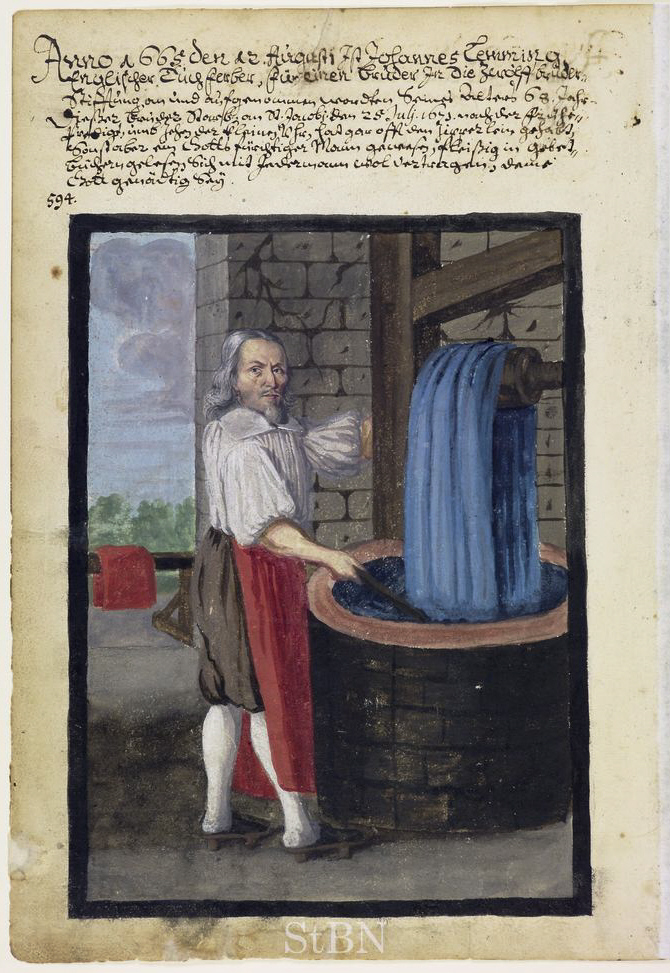
Barvíř sukna (kresba z roku 1665)
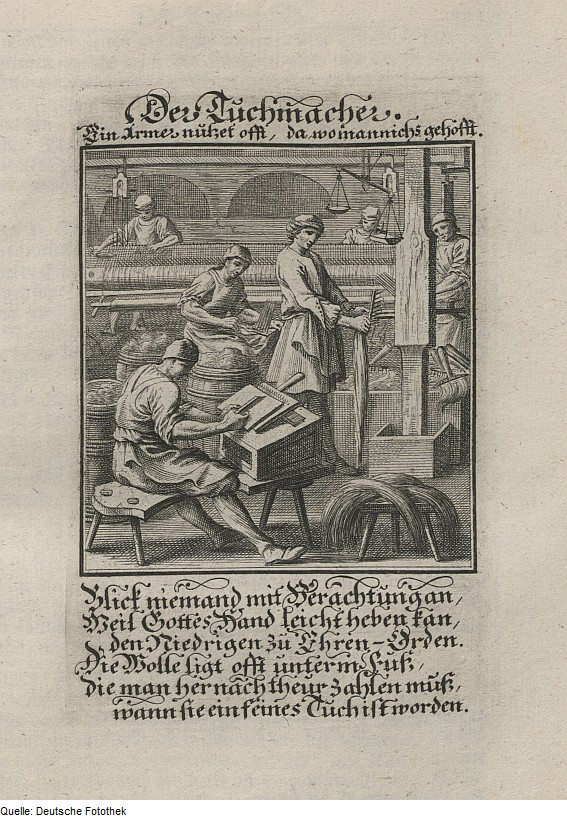
Soukenická manufaktura (kresba z roku 1698)